# Zighinì
Lo zighinì è uno dei piatti principali della cucina tipica dell'Eritrea e dell'Etiopia.

## Descrizione
È un piatto unico che viene servito su crespelle acidule chiamate enjera sulle quali viene posto dello spezzatino piccante di pollo o di manzo, della verdura cotta, legumi vari ed insalata fresca. La pietanza è comunemente consumata servendosi di un cucchiaio o con le sole dita delle mani, come è usanza eritrea ed etiope.
Lo spezzatino di carne viene cotto con pomodoro, cipolle e insaporito da una miscela piccante di spezie chiamata berberé, a base di peperoncino, zenzero, chiodi di garofano, coriandolo, ruta e ajowan. Il piatto può essere guarnito da spinaci, da legumi ridotti a purea, come fagioli o lenticchie. Una variante più piccante dello zighinì prende il nome di spriss rosso. Frequentemente, dopo il pasto, si consuma tè caldo alla cannella e cardamomo.